# 高野百里
高野 百里（たかの ひゃくり、寛文6年10月12日（1666年11月8日） - 享保12年5月12日（1727年6月30日））は、江戸時代前期の俳人。諱は勝春、字は文館、通称は市（郎）兵衛。別号に茅風邪、雷堂。漢詩人高野蘭亭の父。
江戸日本橋で魚問屋を経営する傍ら、服部嵐雪の雪門派で俳諧を行った。

## 生涯
寛文6年（1666年）10月12日、江戸小田原町（日本橋室町一丁目と日本橋本町一丁目の間）の魚問屋小鍛治長次郎高野勝昌の子に生まれた。
延宝5年（1677年）頃、同じ小田原町の魚問屋杉山杉風と親しくして俳諧を始め、松尾芭蕉に師事し、天和3年（1683年）蕉門十哲服部嵐雪に入門した。当初は茅風と号したが、貞享3年（1686年）、嵐雪の命で百里と改号した。元禄2年（1689年）に刊行された草壁挙白編『四季千句』に初入句した。宝永4年（1707年）嵐雪が死去すると、その追善活動を主導した。
宝永末年、不知火を見に九州へ旅行した。
名声が高まると共に、入門志望者も多く出たが、交友を嫌い門弟を取らず、交友を持ったのは白雲、柳川琴風等2,3名のみだった。
享保12年（1727年）5月12日病没した。死に臨み、医師原芸庵を呼んで、辞世に「しんでおいてすゞしき月をみるもよし」と詠もうとしたが、芸庵が騒がしいので書き損じたとして、「みるぞかし」と改めた。墓所は本所東江寺（現在は葛飾区東金町）。

## 編著
- 『銭竜賦』 - 宝永2年（1705年）刊、『日本俳書大系』第3巻蕉門俳諧後集、『俳諧文庫』第7編嵐雪全集収録
- 『風の上』 - 宝永4年（1707年）刊
- 『続誰が家』 - 宝永7年（1710年）？刊
- 『遠のく』 - 宝永5年（1708年）刊、嵐雪一周忌
- 『嵐雪十三回忌集（散紅葉）』 - 享保4年（1719年）刊、『未刊俳諧追善集と研究』第2期第13冊収録
- 『嵐雪十七回忌集』 - 享保8年（1723年）自序
- 『普白追善集』 - 享保11年（1726年）刊
- 『ふるふすま』 - 享保11年（1726年）跋、芭蕉三十三回忌
- 『さるすへり』 - 享保頃刊